# Emmanuel Kolini
Emmanuel Mbona Kolini (Congo Belga, 1945) és un bisbe anglicà ruandès-congolès. Va ser el segon Primat de l'Església Episcopal de Ruanda, des de 2007 Província de l'Església Anglicana de Ruanda, de 1998 a 2011. Està casat i és pare de vuit fills. Actualment, Kolini és rector del Col·legi de Consultors de la Missió Anglicana a les Amèriques (AMiA).

## Carrera eclesiàstica
Va estudiar al Canon Warner Memorial College, Bishop Tucker College, a Mukono, Uganda, ara conegut com la Universitat Cristiana d'Uganda, i al Balya Bible College, també a Uganda. Va treballar com a professor d'educació primària i director en algunes escoles de refugiats a Bunyoro (Uganda). És llicenciat en teologia per la Universitat Teològica de Virgínia als Estats Units.
Kolini va ser ordenat sacerdot anglicà el 1969. Va ser consagrat com a bisbe auxiliar de Bukavu (Zaire) el 1980. Va ser nomenat bisbe de la diòcesi de Katanga, al Zaire, de 1986 a 1997. Kolini va ser cridat a ser el segon primat de l'Església episcopal de Ruanda el 1998, sent també Bisbe de la Diòcesi de Kigali, la capital de Ruanda. Va estar al càrrec fins al 2011.
Va tenir un paper important en la pacificació de Ruanda després del genocidi. Al setembre de 2007, Kolini va intervenir per evitar que Paul Rusesabagina parlés a l'All Souls Anglican Church, a Wheaton (Illinois), una parròquia d'AMiA, suposadament per la pressió del president ruandès Paul Kagame.
Ha estat un dels principals noms del realineament anglicà, com a membre del Global South i de la Fraternitat d'Anglicants Confessants. El 20 d'abril de 2010, a la reunió del Global South a Singapur, va demanar un nou Consell Ecumènic Anglicà, modelat pels primers Consells Ecumènics de l'Església Cristiana. L'arquebisbe Kolini va declarar que 
| « | "estem a la cruïlla. Jo dic deixeu marxar la meva gent. Aquesta és la quarta trompeta. L'Esperit Sant va liderar el primer Consell de Jerusalem. El liderarem nosaltres. Tenim el que ens brinda l'estructura bíblica que té la tradició de 2000 anys". | » |

Va expressar el seu ple suport a una renovada Comunió Anglicana: 
| « | "Moisès va portar a la gent de Déu fora d'Egipte (Èxode 3). Ara és un temps per a una acció atrevida. Deixeu marxar la meva gent. Hem de declarar al món que la meva gent se'n va. Necessitem una comunió renovada, depenent de l'Esperit Sant i no de resolucions. Singapur és un nou Sinaí. | » |

## Suport al M23
El Grup d'Experts de les Nacions Unides sobre la República Democràtica del Congo (RDC) va emetre un informe el 27 de juny de 2012, que va implicar a Kolini (mal escrit com Coline) liderant una reunió per al Congrés Nacional per la Defensa del Poble (CNDP) en suport del grup rebel de Moviment 23 de març (M23), que opera a la RDC. L'informe de l'ONU va afirmar que: 
| « | "El 26 de maig de 2012 es va celebrar a Ruhengeri (Ruanda), a l'Hotel Ishema, una altra reunió similar del M23 amb autoritats de Ruanda. Segons fonts d'informació i polítics amb estrets vincles amb Kigali, el RDF va organitzar la reunió dels polítics del CNDP, presidida pels bisbes John Rucyahana i Coline, dos líders del partit Front Patriòtic Ruandès. la reunió va ser per transmetre el missatge que el govern ruandès recolza el M23 políticament i militarment. Es va instruir a tots els polítics i oficials ruandòfons a unir-se al M23, o deixar el Kivus. En particular, s'ha demanat als polítics del CNDP que dimiteixin de la governació de Kivu del Nord i es retirin de la majoria presidencial". | » |

## Obres
Va escriure amb Peter R. Holmes, Christ Walks Where Evil Reigned (2007), sobre el genocidi de Ruanda, i Rethinking Life: What the Church Can Learn from Africa (2010).
És protagonista del llibre Emmanuel Kolini: The Unlikely Archbishop of Rwanda (2008), de Mary Weeks Millard.